# René Aufhauser
René Aufhauser (Voitsberg, 21 giugno 1976) è un allenatore di calcio ed ex calciatore austriaco, di ruolo centrocampista.

## Carriera

### Club
Iniziò la carriera in squadre minori come l'ASK Köflach e l'ASK Voitsberg. Nel 1997 firmò per il Salisburgo con cui aveva già giocato con successo per sei mesi. Passò in tutto con i bianco viola quattro anni, vincendo una Bundesliga austriaca, prima di passare nel 2001 al Grazer AK.
Nella squadra bianco rossa la sua carriera prese una piega decisamente positiva, anche se all'inizio dovette lottare per il posto da titolare con il capitano della Slovenia Aleš Čeh. Con il GAK ha vinto due Coppe d'Austria e una Bundesliga austriaca, la prima nella storia del club.
Nel 2005 è stato acquistato dal Red Bull Salisburgo con cui ha vinto altri due campionati, prima di passare al LASK Linz nel 2010. Con la squadra dell'Alta Austria è retrocesso in Erste Liga.

### Nazionale
Il 27 marzo del 2002 esordì in nazionale nell'amichevole vinta per 2-0 contro la Slovacchia (2-0).
Successivamente è stato convocato dal CT Josef Hickersberger per il campionato d'Europa 2008.
Con l'Austria conta 58 presenze impreziosite da 12 reti. 

## Statistiche

### Cronologia presenze e reti in nazionale
| Cronologia completa delle presenze e delle reti in nazionale ― Austria | Cronologia completa delle presenze e delle reti in nazionale ― Austria | Cronologia completa delle presenze e delle reti in nazionale ― Austria | Cronologia completa delle presenze e delle reti in nazionale ― Austria | Cronologia completa delle presenze e delle reti in nazionale ― Austria | Cronologia completa delle presenze e delle reti in nazionale ― Austria | Cronologia completa delle presenze e delle reti in nazionale ― Austria | Cronologia completa delle presenze e delle reti in nazionale ― Austria |
| Data                                                                   | Città                                                                  | In casa                                                                | Risultato                                                              | Ospiti                                                                 | Competizione                                                           | Reti                                                                   | Note                                                                   |
| ---------------------------------------------------------------------- | ---------------------------------------------------------------------- | ---------------------------------------------------------------------- | ---------------------------------------------------------------------- | ---------------------------------------------------------------------- | ---------------------------------------------------------------------- | ---------------------------------------------------------------------- | ---------------------------------------------------------------------- |
| 27-3-2002                                                              | Graz                                                                   | Austria                                                                | 2 – 0                                                                  | Slovacchia                                                             | Amichevole                                                             | -                                                                      |                                                                        |
| 17-4-2002                                                              | Vienna                                                                 | Austria                                                                | 0 – 0                                                                  | Camerun                                                                | Amichevole                                                             | -                                                                      |                                                                        |
| 18-5-2002                                                              | Leverkusen                                                             | Germania                                                               | 6 – 2                                                                  | Austria                                                                | Amichevole                                                             | 1                                                                      |                                                                        |
| 21-8-2002                                                              | Basilea                                                                | Svizzera                                                               | 3 – 2                                                                  | Austria                                                                | Amichevole                                                             | -                                                                      |                                                                        |
| 7-9-2002                                                               | Vienna                                                                 | Austria                                                                | 2 – 0                                                                  | Moldavia                                                               | Qual. Euro 2004                                                        | -                                                                      |                                                                        |
| 12-10-2002                                                             | Minsk                                                                  | Bielorussia                                                            | 0 – 2                                                                  | Austria                                                                | Qual. Euro 2004                                                        | -                                                                      | 90+1’                                                                  |
| 16-10-2002                                                             | Vienna                                                                 | Austria                                                                | 0 – 3                                                                  | Paesi Bassi                                                            | Qual. Euro 2004                                                        | -                                                                      | 46’                                                                    |
| 20-11-2002                                                             | Vienna                                                                 | Austria                                                                | 0 – 1                                                                  | Norvegia                                                               | Amichevole                                                             | -                                                                      |                                                                        |
| 26-3-2003                                                              | Graz                                                                   | Austria                                                                | 2 – 2                                                                  | Grecia                                                                 | Amichevole                                                             | -                                                                      |                                                                        |
| 2-4-2003                                                               | Praga                                                                  | Rep. Ceca                                                              | 4 – 0                                                                  | Austria                                                                | Qual. Euro 2004                                                        | -                                                                      |                                                                        |
| 30-4-2003                                                              | Glasgow                                                                | Scozia                                                                 | 0 – 2                                                                  | Austria                                                                | Amichevole                                                             | -                                                                      |                                                                        |
| 7-6-2003                                                               | Tiraspol                                                               | Moldavia                                                               | 1 – 0                                                                  | Austria                                                                | Qual. Euro 2004                                                        | -                                                                      |                                                                        |
| 11-6-2003                                                              | Innsbruck                                                              | Austria                                                                | 5 – 0                                                                  | Bielorussia                                                            | Qual. Euro 2004                                                        | 1                                                                      |                                                                        |
| 20-8-2003                                                              | Vienna                                                                 | Austria                                                                | 2 – 0                                                                  | Costa Rica                                                             | Amichevole                                                             | -                                                                      |                                                                        |
| 6-9-2003                                                               | Rotterdam                                                              | Paesi Bassi                                                            | 3 – 1                                                                  | Austria                                                                | Qual. Euro 2004                                                        | -                                                                      |                                                                        |
| 11-10-2003                                                             | Vienna                                                                 | Austria                                                                | 2 – 3                                                                  | Rep. Ceca                                                              | Qual. Euro 2004                                                        | -                                                                      |                                                                        |
| 31-3-2004                                                              | Bratislava                                                             | Slovacchia                                                             | 1 – 1                                                                  | Austria                                                                | Amichevole                                                             | -                                                                      |                                                                        |
| 25-5-2004                                                              | Graz                                                                   | Austria                                                                | 0 – 0                                                                  | Russia                                                                 | Amichevole                                                             | -                                                                      | 67’                                                                    |
| 18-8-2004                                                              | Vienna                                                                 | Austria                                                                | 1 – 3                                                                  | Germania                                                               | Amichevole                                                             | -                                                                      | 32’                                                                    |
| 4-9-2004                                                               | Vienna                                                                 | Austria                                                                | 2 – 2                                                                  | Inghilterra                                                            | Qual. Mondiali 2006                                                    | -                                                                      | 74’                                                                    |
| 8-9-2004                                                               | Vienna                                                                 | Austria                                                                | 2 – 0                                                                  | Azerbaigian                                                            | Qual. Mondiali 2006                                                    | -                                                                      |                                                                        |
| 9-10-2004                                                              | Vienna                                                                 | Austria                                                                | 1 – 3                                                                  | Polonia                                                                | Qual. Mondiali 2006                                                    | -                                                                      | 46’                                                                    |
| 9-2-2005                                                               | Limassol                                                               | Austria                                                                | 1 – 1                                                                  | Lettonia                                                               | Torneo internazionale di Cipro 2005                                    | -                                                                      | cap.                                                                   |
| 26-3-2005                                                              | Cardiff                                                                | Galles                                                                 | 0 – 2                                                                  | Austria                                                                | Qual. Mondiali 2006                                                    | -                                                                      |                                                                        |
| 30-3-2005                                                              | Vienna                                                                 | Austria                                                                | 1 – 0                                                                  | Galles                                                                 | Qual. Mondiali 2006                                                    | 1                                                                      | 63’                                                                    |
| 17-8-2005                                                              | Graz                                                                   | Austria                                                                | 2 – 2                                                                  | Scozia                                                                 | Amichevole                                                             | -                                                                      |                                                                        |
| 3-9-2005                                                               | Chorzów                                                                | Polonia                                                                | 3 – 2                                                                  | Austria                                                                | Qual. Mondiali 2006                                                    | -                                                                      |                                                                        |
| 8-10-2005                                                              | Manchester                                                             | Inghilterra                                                            | 1 – 0                                                                  | Austria                                                                | Qual. Mondiali 2006                                                    | -                                                                      | 24’                                                                    |
| 12-10-2005                                                             | Vienna                                                                 | Austria                                                                | 2 – 0                                                                  | Irlanda del Nord                                                       | Qual. Mondiali 2006                                                    | 2                                                                      | 47’                                                                    |
| 1-3-2006                                                               | Vienna                                                                 | Austria                                                                | 0 – 2                                                                  | Canada                                                                 | Amichevole                                                             | -                                                                      | 45’                                                                    |
| 23-5-2006                                                              | Vienna                                                                 | Austria                                                                | 1 – 4                                                                  | Croazia                                                                | Amichevole                                                             | -                                                                      | 66’                                                                    |
| 16-8-2006                                                              | Graz                                                                   | Austria                                                                | 1 – 2                                                                  | Ungheria                                                               | Amichevole                                                             | -                                                                      | 80’                                                                    |
| 2-9-2006                                                               | Lancy                                                                  | Austria                                                                | 2 – 2                                                                  | Costa Rica                                                             | Amichevole                                                             | -                                                                      | 16’ 79’                                                                |
| 6-10-2006                                                              | Vaduz                                                                  | Liechtenstein                                                          | 1 – 2                                                                  | Austria                                                                | Amichevole                                                             | -                                                                      | 22’                                                                    |
| 11-10-2006                                                             | Innsbruck                                                              | Austria                                                                | 2 – 1                                                                  | Svizzera                                                               | Amichevole                                                             | -                                                                      | 88’                                                                    |
| 15-11-2006                                                             | Vienna                                                                 | Austria                                                                | 4 – 1                                                                  | Trinidad e Tobago                                                      | Amichevole                                                             | 3                                                                      |                                                                        |
| 7-2-2007                                                               | Ta' Qali                                                               | Malta                                                                  | 1 – 1                                                                  | Austria                                                                | Amichevole                                                             | -                                                                      |                                                                        |
| 24-3-2007                                                              | Graz                                                                   | Austria                                                                | 1 – 1                                                                  | Ghana                                                                  | Amichevole                                                             | 1                                                                      | 25’                                                                    |
| 28-3-2007                                                              | Saint-Denis                                                            | Francia                                                                | 1 – 0                                                                  | Austria                                                                | Amichevole                                                             | -                                                                      |                                                                        |
| 30-5-2007                                                              | Vienna                                                                 | Austria                                                                | 0 – 1                                                                  | Scozia                                                                 | Amichevole                                                             | -                                                                      | 74’                                                                    |
| 2-6-2007                                                               | Vienna                                                                 | Austria                                                                | 0 – 0                                                                  | Paraguay                                                               | Amichevole                                                             | -                                                                      | 46’                                                                    |
| 22-8-2007                                                              | Vienna                                                                 | Austria                                                                | 1 – 1                                                                  | Rep. Ceca                                                              | Amichevole                                                             | -                                                                      |                                                                        |
| 7-9-2007                                                               | Klagenfurt am Wörthersee                                               | Austria                                                                | 0 – 0 dts (4 – 3 dtr)                                                  | Giappone                                                               | Amichevole                                                             | -                                                                      |                                                                        |
| 11-9-2007                                                              | Vienna                                                                 | Austria                                                                | 0 – 2                                                                  | Cile                                                                   | Amichevole                                                             | -                                                                      | 22’ 71’                                                                |
| 13-10-2007                                                             | Zurigo                                                                 | Svizzera                                                               | 3 – 1                                                                  | Austria                                                                | Amichevole                                                             | 1                                                                      |                                                                        |
| 17-10-2007                                                             | Innsbruck                                                              | Austria                                                                | 3 – 2                                                                  | Costa d'Avorio                                                         | Amichevole                                                             | -                                                                      | 81’                                                                    |
| 16-11-2007                                                             | Vienna                                                                 | Austria                                                                | 0 – 1                                                                  | Inghilterra                                                            | Amichevole                                                             | -                                                                      |                                                                        |
| 21-11-2007                                                             | Vienna                                                                 | Austria                                                                | 0 – 0                                                                  | Tunisia                                                                | Amichevole                                                             | -                                                                      |                                                                        |
| 6-2-2008                                                               | Vienna                                                                 | Austria                                                                | 0 – 3                                                                  | Germania                                                               | Amichevole                                                             | -                                                                      | 48’ 69’                                                                |
| 27-5-2008                                                              | Graz                                                                   | Austria                                                                | 1 – 1                                                                  | Nigeria                                                                | Amichevole                                                             | -                                                                      |                                                                        |
| 30-5-2008                                                              | Vienna                                                                 | Austria                                                                | 5 – 1                                                                  | Malta                                                                  | Amichevole                                                             | -                                                                      | 76’                                                                    |
| 8-6-2008                                                               | Vienna                                                                 | Austria                                                                | 0 – 1                                                                  | Croazia                                                                | Euro 2008 - 1º turno                                                   | -                                                                      |                                                                        |
| 12-6-2008                                                              | Vienna                                                                 | Austria                                                                | 1 – 1                                                                  | Polonia                                                                | Euro 2008 - 1º turno                                                   | -                                                                      | 74’                                                                    |
| 16-6-2008                                                              | Vienna                                                                 | Austria                                                                | 0 – 1                                                                  | Germania                                                               | Euro 2008 - 1º turno                                                   | -                                                                      | 63’                                                                    |
| 6-9-2008                                                               | Vienna                                                                 | Austria                                                                | 3 – 1                                                                  | Francia                                                                | Qual. Mondiali 2010                                                    | 1                                                                      | 45’                                                                    |
| 10-9-2008                                                              | Marijampolė                                                            | Lituania                                                               | 2 – 0                                                                  | Austria                                                                | Qual. Mondiali 2010                                                    | -                                                                      | 51’ 55’                                                                |
| 15-10-2008                                                             | Vienna                                                                 | Austria                                                                | 1 – 3                                                                  | Serbia                                                                 | Qual. Mondiali 2010                                                    | -                                                                      | 60’                                                                    |
| 19-11-2008                                                             | Vienna                                                                 | Austria                                                                | 2 – 4                                                                  | Turchia                                                                | Amichevole                                                             | -                                                                      | 64’                                                                    |
| Totale                                                                 |                                                                        | Presenze                                                               | 58                                                                     |                                                                        | Reti                                                                   | 12                                                                     |                                                                        |

## Palmarès

### Club
- Coppa d'Austria: 2

Grazer AK: 2001-2002, 2003-2004
- Supercoppa austriaca: 1

Grazer AK: 2002
- Campionato austriaco: 4

Grazer AK: 2003-2004
Red Bull Salisburgo: 2006-2007, 2008-2009, 2009-2010